# Prosthiochaeta cyaneiventris
Prosthiochaeta cyaneiventris är en tvåvingeart som beskrevs av Günther Enderlein 1924. Prosthiochaeta cyaneiventris ingår i släktet Prosthiochaeta och familjen bredmunsflugor.
Artens utbredningsområde är Taiwan. Inga underarter finns listade i Catalogue of Life.